# 成重春生
成重 春生（なりしげ はるお、1948年4月20日 - ）は、大分県豊後高田市真玉町出身の元プロ野球選手（投手）。

## 来歴・人物
大分高田高校では、2年次の1965年に控え投手として中九州大会準決勝に進出するが、八代東高に敗退。3年次の1966年には夏の県予選準々決勝で岩崎忠義のいた津久見高に敗れ、甲子園には出場できなかった。高校時代の3年間は先発をさせてもらえず、3年次の同年も2年生が先にマウンドに登り、打たれると成重の出番であった。
高校時代の戦績はゼロに等しかったが、プロでやりたいという気持ちからヤクルトと中日のテストを受けた。結果はどちらも不合格で、成重は「それなら社会人」と松下電器のセレクションを受ける。この時には後にプロで対戦する加藤英司も受けに来ていて、福本豊はすでに1年前に入社していた。プロ顔負けの社会人の強豪チームも当然のごとく不合格であったが、成重は諦めず、今度は静岡まで足をのばす。大昭和製紙でようやく「内定」の通知を貰い、卒業後の1967年に入社。2年目の1968年には大昭和製紙北海道に移籍し、主に中継ぎとして起用されるが、ほとんど試合で投げることはなかった。会社から「野球をやめて、現場に戻れ」の指示が出て、起用法に不満を抱き退社。
成重は九州まで帰る道すがら、「1度くらいはプロで投げてみたい。その金でうまい酒を飲みたい」と手当たり次第にプロのテストを受けてみることにした。その最初がロッテであり、ボストンバッグ一つをぶらさげて、知り合いのタオル屋の倉庫に転がり込んだ。そこから東京スタジアムでのテストに通った。雨天練習場で投げていた木樽正明・村田兆治らの剛速球に度肝を抜かれたが、成重は合格。1971年のドラフト8位でロッテオリオンズに入団し、1年目の1972年は開幕直後にスリークォーターからサイドスローに変更。同年は7試合、2年目の1973年も3試合に先発するが、結果を残せず中継ぎに回る。成重はプロで投げるだけで嬉しく、二軍と一軍の往復も苦にならなかった。1974年の中日との日本シリーズでは2試合に登板し、10月16日の第2戦（中日）では6回途中に水谷則博を救援して勝利投手となり、チーム日本一に寄与した。阪急とのプレーオフにはベンチ入りしておらず、日本シリーズも最初は打撃投手をやらされていたが、第1戦で先発KOされた金田留広が、第2戦のベンチ入りからはずれた。成重は人数合わせでベンチに呼ばれ、6回の一死二、三塁で出て何とか巧く切り抜けると、7回も無安打に抑えてホッとしました。この時点では3-5で中日のリードであったが、8回に一気に引っくり返したと同時に、成重に勝ち投手の権利が転がり込んできた。第1戦でサヨナラ勝ちを収めている中日ペースであったシリーズの流れがここで変わり、ロッテは4勝2敗で中日を破り、24年ぶりのシリーズ制覇となった。
1976年8月20日の近鉄戦（ナゴヤ）でも先発の水谷が2回途中でKOされ、ベンチの金田正一監督は奮起を促すためにあたり構わず「なんちゅう野球や!アウトを取れんピッチャーはいらんわい。顔も見とうない。打てんやつはどんどん（二軍へ）落とすで。覚悟しとけ!」と怒鳴り、投手コーチに「ちゃんとアウトをとれるピッチャー出せ」と要求。初回から肩を作っていた成重が呼び出されたが、これは金田の剣幕にもビビらない強心臓の男でないと、この険悪な雰囲気の中では投げられないと判断した、ヘッド格の根来広光バッテリーコーチの人選であった。シーズン8試合目の登板も、この日は中10日ほど開いていた成重は「久しぶりだったけど、打たれてもともとという気分でリラックスして投げた」といい、これが浮き足立った5連敗中のロッテを落ち着かせた。2回無死からのロングリリーフで9回まで投げ切り、僅か3安打の無失点投球を記録。8回には代打長谷川一夫の右前適時打で勝ち越し、気がつけば成重にシーズン初白星が付いていた。金田も試合当初の機嫌の悪さから一転して「成重さまさまや。あの大酒飲みがやりおったわ。連敗は尾張名古屋でおわりってことやな。ハッハッハッハ」と駄洒落まで飛び出し、意気揚々と宿舎へと向かった。成重を送り出した根来は「名古屋では相性がいい」と読んでおり、ひらめきの勝利であった。
1977年にはチーム最多の50試合に登板して後期優勝に貢献したが、1978年オフに古賀正明、倉持明との交換トレードで山崎裕之と共に西武ライオンズへ移籍。1979年は開幕2戦目となる4月9日の近鉄戦（日生）で、4回裏途中から新人森繁和の2番手として初登板もいきなり四球を出し降板。2度目の登板となった同12日の阪急戦（平和台）では6回裏途中から松沼博久・雅之兄弟の3番手として登板も、安打と四球を与え1死も取れないまま自責点2で降板。その後は二軍へ降格したが、8月に再び一軍へ昇格。同4日の南海戦（西武）=4回自責点3、10日の日本ハム戦（平和台）=1回1/3自責点2、12日の同試合=2回自責点4とことごとく結果を残せず、防御率は14点台と悪化した。その直後に二軍へ降格し、そのままシーズンを終えた。一軍では期待に応える事はできなかった一方で二軍では安定した投球を見せ、25試合登板で6勝4敗2セーブ・防御率1.23の好成績を残し、イースタン・リーグの最優秀防御率を獲得。
同年オフには大北敏博との交換トレードで読売ジャイアンツに移籍したが、1980年も6試合の登板に終わり、同年限りで現役を引退。
引退後は千葉県船橋市で焼き鳥店「野球鳥」を経営。
アンダースローから、シンカー、シュート、カーブを駆使した。

## 詳細情報

### 年度別投手成績
| 年 度     | 球 団     | 登 板 | 先 発 | 完 投 | 完 封 | 無 四 球 | 勝 利 | 敗 戦 | セ 丨 ブ | ホ 丨 ル ド | 勝 率 | 打 者 | 投 球 回 | 被 安 打 | 被 本 塁 打 | 与 四 球 | 敬 遠 | 与 死 球 | 奪 三 振 | 暴 投 | ボ 丨 ク | 失 点 | 自 責 点 | 防 御 率 | W H I P |
| --------- | --------- | ----- | ----- | ----- | ----- | -------- | ----- | ----- | -------- | ----------- | ----- | ----- | -------- | -------- | ----------- | -------- | ----- | -------- | -------- | ----- | -------- | ----- | -------- | -------- | ------- |
| 1972      | ロッテ    | 26    | 7     | 0     | 0     | 0        | 1     | 3     | --       | --          | .250  | 266   | 59.2     | 49       | 11          | 40       | 0     | 8        | 39       | 0     | 0        | 35    | 31       | 4.68     | 1.49    |
| 1973      | ロッテ    | 8     | 3     | 0     | 0     | 0        | 0     | 1     | --       | --          | .000  | 56    | 12.1     | 11       | 1           | 9        | 0     | 1        | 5        | 0     | 0        | 7     | 7        | 5.11     | 1.62    |
| 1974      | ロッテ    | 14    | 1     | 0     | 0     | 0        | 0     | 2     | 0        | --          | .000  | 114   | 29.2     | 18       | 2           | 13       | 1     | 1        | 13       | 0     | 1        | 10    | 9        | 2.73     | 1.04    |
| 1975      | ロッテ    | 27    | 0     | 0     | 0     | 0        | 2     | 2     | 2        | --          | .500  | 267   | 64.1     | 48       | 4           | 34       | 3     | 4        | 45       | 1     | 0        | 25    | 24       | 3.36     | 1.27    |
| 1976      | ロッテ    | 12    | 2     | 0     | 0     | 0        | 1     | 0     | 1        | --          | 1.000 | 134   | 31.0     | 35       | 3           | 9        | 0     | 3        | 17       | 1     | 0        | 15    | 14       | 4.06     | 1.42    |
| 1977      | ロッテ    | 50    | 0     | 0     | 0     | 0        | 2     | 1     | 4        | --          | .667  | 425   | 105.1    | 94       | 8           | 23       | 1     | 7        | 67       | 0     | 0        | 35    | 31       | 2.65     | 1.11    |
| 1978      | ロッテ    | 29    | 2     | 0     | 0     | 0        | 1     | 1     | 0        | --          | .500  | 221   | 48.1     | 49       | 4           | 24       | 2     | 11       | 31       | 0     | 1        | 30    | 29       | 5.40     | 1.51    |
| 1979      | 西武      | 5     | 0     | 0     | 0     | 0        | 0     | 0     | 0        | --          | ----  | 41    | 7.1      | 17       | 3           | 3        | 0     | 0        | 2        | 0     | 0        | 11    | 11       | 13.50    | 2.73    |
| 1980      | 巨人      | 6     | 0     | 0     | 0     | 0        | 0     | 0     | 0        | --          | ----  | 56    | 13.1     | 13       | 2           | 4        | 0     | 1        | 8        | 0     | 0        | 7     | 7        | 4.73     | 1.28    |
| 通算：9年 | 通算：9年 | 177   | 15    | 0     | 0     | 0        | 7     | 10    | 7        | --          | .412  | 1580  | 371.1    | 334      | 38          | 159      | 7     | 36       | 227      | 2     | 2        | 175   | 163      | 3.95     | 1.33    |

### 記録
- 初登板：1972年5月21日、対西鉄ライオンズ6回戦（平和台野球場）、7回裏に5番手で救援登板・完了、2回無失点
- 初奪三振：同上、7回裏にアーロン・ポインターから
- 初先発：1972年6月1日、対東映フライヤーズ11回戦（東京スタジアム）、6回2失点
- 初勝利：1972年8月10日、対東映フライヤーズ19回戦（東京スタジアム）、7回表2死に3番手で救援登板・完了、2回1/3を無失点
- 初セーブ：1975年4月12日、対近鉄バファローズ後期2回戦（日生球場）、9回裏無死に3番手で救援登板・完了、1回無失点

### 背番号
- 38 （1972年 - 1978年）
- 18 （1979年）
- 13 （1980年）